# Капанский район
Капанский район — административно-территориальная единица в составе Армянской ССР и Армении, существовавшая в 1930—1995 годах (название до 1990 года — Кафанский район). 
Центр — Капан (название до 1990 года — Кафан).
На 1 января 1948 года территория района составляла 611 км². 

## История
Кафанский район был образован в 1930 году. 
В 1990 году Кафанский район был переименован в Капанский район. Упразднён в 1995 году при переходе Армении на новое административно-территориальное деление.
Там находится Капанский рудник — один из крупнейших золотых приисков в Армении с запасами золота (5,15 млн унций), серебра (95,6 млн унций), медного и цинкового концентрата.

## Административное деление
По состоянию на 1948 год район включал 1 город (Кафан), 1 рабочий посёлок (Каджаранц) и 30 сельсоветов: Агаракский, Аджилуйский, Арачадзорский, Арцваникский, Багарлинский, Верин-Вачаганский, Верин-Гиратахский, Верин-Хотананский, Гехинский, Гюткумский, Егвардский, Зейнинский, Карачиманский, Кюрутский, Лернадзорский, Неркин-Аидский, Норашеникский, Охтарский, Паяганский, Пирлинский, Пыхрутский, Севакарский, Тандзанерский, Халаджский, Цавский, Чакатенский, Шабадинский, Шгарджикский, Шикахохский, Шишкертский.